# Baceno
Baceno est une commune italienne de la province du Verbano-Cusio-Ossola dans la région Piémont en Italie.

## Administration
| Période                                  | Période | Identité | Étiquette | Qualité |
| ---------------------------------------- | ------- | -------- | --------- | ------- |
|                                          |         |          |           |         |
| Les données manquantes sont à compléter. |         |          |           |         |

### Hameaux
Alpe Devero, Croveo, Goglio, Rifugio Castiglioni E. all'Alpe Devero, Rifugio Sesto Calende all'Alpe Devero

### Communes limitrophes
Crodo, Formazza, Premia, Varzo